# Liste der Straßen und Plätze in Flensburg/E
| Name                                              | Hintergrund | Koordinate                                        | Schild |
| ------------------------------------------------- | --- | ------------------------------------------------- | ------ |
| Ebenezer-Howard-Allee                             | Benannt nach dem Erfinder der Gartenstadt Ebenezer Howard (1850–1928). An der Straße liegt unter anderem seit 2004 auch der „Kong-Arrildshoj-Park“, der nicht mit der gleichnamigen Kong Arrilds Høj verwechselt werden darf. | Lage, Weiche (PLZ 24941)                          |        |
| Eckenerstraße Eckenergade                         | Benannt nach der in Flensburg geborenen Luftfahrt-Koryphäe Hugo Eckener (1868–1954). Bei der Eckenerstraße liegt zudem der Eckener Platz, der Fußballplatz des TSB Flensburg. Auch in anderen Orten in Deutschland tragen zahlreiche Straßen und Plätze seinen Namen (siehe dort). | Lage, Westliche Höhe/Nordstadt (PLZ 24939)        |        |
| Eckernförder Landstraße Egernførde Landevej       | Alte Straße Richtung Eckernförde | Lage, Südstadt (PLZ 24941)                        |        |
| Egerstieg Egersti                                 | Nach der Stadt Eger in Zusammensetzung mit dem Begriff Stieg. Mit dem Ende des Zweiten Weltkrieges kamen viele Flüchtlinge und Heimatvertriebene nach Flensburg. Die Stadt wuchs. Viele Flensburger Straßennamen erinnern an die alte Heimat von Zugewanderten, so auch dieser. | Lage, Fruerlund (PLZ 24943)                       |        |
| * Ehrenhain                                       | Siehe Ehrenhain (Flensburg) | Lage, Fruerlund                                   |        |
| Eibenweg Taksvej                                  | Nach der Pflanzengattung der Eibe benannt. Die benachbarten Straßen wurden ähnlich benannt. | Lage, Mürwik (PLZ 24944)                          |        |
| Eichenkratt Egekrattet                            | Der Name verweist auf einem Kratt aus Eichen. Der Berg beim Eichenkratt soll mit einer Höhe von ungefähr 55 m ü. NN die höchste Erhebung des Stadtteils Mürwik sein. Die Straße erhielt ihren Namen im Jahr 1961. | Lage, Mürwik (PLZ 24944)                          |        |
| Eichenstraße Egegade                              | Vgl. Eiche; In Nachbarschaft befinden sich die Buchenstraße, der Erlenweg und die Ulmenstraße. | Lage, Jürgensby (PLZ 24943)                       |        |
| Eiderhof Ejdergården                              | Nach dem Fluss Eider benannt. Liegt an der längeren Eiderstraße. | Lage, Fruerlund (PLZ 24943)                       |        |
| Eiderstraße Ejdergade                             | Benannt nach dem Fluss Eider. 1957 erhielt die Eiderstraße offiziell ihren Namen. | Lage, Fruerlund (PLZ 24943)                       |        |
| Elbehof                                           | Nach dem Fluss Elbe. Liegt an der längeren Elbestraße. | Lage, Fruerlund (PLZ 24943)                       |        |
| Elbestraße Elbgade                                | Nach dem Fluss Elbe. 1976 erhielt die Elbestraße offiziell ihren Namen. | Lage, Fruerlund/Mürwik (PLZ 24943)                |        |
| Elisabeth-Oschatz-Dethleffsen-Straße              | Die Straße war zunächst von 1968 bis 1997 nach Carl Diem benannt. Nach Neubewertung seiner Nähe zur Elite des nationalsozialistischen Regimes wurde die Straße umbenannt und erhielt den Namen Elisabeth-Oschatz-Dethleffsen-Straße. Elisabeth Oschatz Dethleffsen kam aus einer Flensburger Kaufmannsfamilie. Sie studierte in den 1910er-Jahren Medizin und ließ sich in den 1920er-Jahren als erste Ärztin im Raum Flensburg nieder. In der Zeit des Nationalsozialismus half sie politisch Verfolgten und Juden. | Lage, Westliche Höhe (PLZ 24939)                  |        |
| Emanuel-Geibel-Straße Emanuel Geibels Gade        | Benannt nach dem Lyriker Emanuel Geibel (1815–1884). | Lage, Westliche Höhe (PLZ 24939)                  |        |
| Emil-Nolde-Straße Emil Noldes Gade                | Benannt nach dem expressionistischen Maler Emil Nolde (1867–1956). In Flensburg machte Nolde von 1884 bis 1888 eine Ausbildung zum Schnitzer und Zeichner an der Kunstgewerbeschule (heute Museumsberg Flensburg). | Lage, Friesischer Berg/Westliche Höhe (PLZ 24937) |        |
| Emmi-Leisner-Straße Emmi Leisners Gade            | Benannt nach der Opernsängerin Emmi Leisner (1885–1958). Die Straße wurde mit Hochfeld angelegt. | Lage, Tarup (PLZ 24943)                           |        |
| Emmy-Ball-Henningsstraße Emmy Ball-Hennings' Gade | Benannt nach der in Flensburg geborenen Schriftstellerin und Kabarettistin Emmy Ball-Hennings (1885–1948). Sie war Mitbegründerin des Cabaret Voltaire in Zürich, der Geburtsstätte des Dadaismus. Am Geburtshaus von Emmy Ball-Hennings in der Flensburger Steinstraße erinnert des Weiteren eine Gedenktafel an sie. – Die Emmy-Ball-Henningsstraße fungiert als eine Hauptstraße von Hochfeld. | Lage, Tarup (PLZ 24943)                           |        |
| * Emsweg                                          | Benennungshintergrund unklar; vgl. EMS | Lage, Westliche Höhe/Friesischer Berg             |        |
| Engelsby                                          | Straße, die durch Engelsby-Dorf (das im Stadtteil Mürwik liegt) führt. Siehe Engelsby-Dorf – Die Straße liegt nördlich vom Stadtteil Engelsby. Um Verwechslungen zu vermeiden, wird die Straße halt häufig auch Engelsby-Dorf genannt. | Lage, Mürwik (PLZ 24943)                          |        |
| * Engelsby-Dorf Landsby Engelsby                  | Entspricht der Straße Engelsby. Siehe Engelsby-Dorf | Lage, Mürwik                                      |        |
| Engelsbyer Straße Engelsbygade                    | Führt parallel B 199 durch den Stadtteil Engelsby. | Lage, Engelsby (PLZ 24943)                        |        |
| Engelsbyer Weg Engelsbyvej                        | Der Engelsbyer Weg ist offenbar seit dem Jahr 1867 belegt. Er stellt einen alten Verbindungsweg von Klosterholz zum Dorf Engelsby dar. 1907 erhielt die erste Etappe des Weges nach Engelsby den Namen Blücherstraße (siehe dort). Ungefähr in den 1980er Jahren wurde jedoch das Ende der Blücherstraße für Autos unpassierbar gemacht. | Lage, Mürwik (PLZ 24944)                          |        |
| Erlenweg Ellevej                                  | Vgl. Erle; In Nachbarschaft befinden sich die Buchenstraße, die Eichenstraße und die Ulmenstraße. | Lage, Jürgensby (PLZ 24943)                       |        |
| Ernst-Barlach-Straße Ernst Barlachs Gade          | Benannt nach dem Bildhauer, Schriftsteller und Zeichner Ernst Barlach (1870–1938). | Lage, Westliche Höhe (PLZ 24937)                  |        |
| Ernst-Jessen-Weg Ernst Jessens Vej                | Benannt nach dem in Flensburg, genauer in Twedt, geborenen Zahnarzt und Privatdozenten Ernst Jessen (1859–1933). Der Weg führt vom ursprünglichen Windloch rein nach Twedt. | Lage, Engelsby (PLZ 24943)                        |        |
| Eschenweg Askevej                                 | Vgl. Eschen (Pflanzengattung) | Lage, Weiche (PLZ 24941)                          |        |
| Ewoldtweg Ewoldtvej                               | Von Fahrensodde über Solitüde bis nach Meierwik verläuft seit 1960 der Ewoldtweg, der ein Teil des längeren „Ewoldt-Wanderweges“ darstellt, der bis nach Holnis führt. Bei Quellental erinnert ein Gedenkstein an den Amtsgerichtsrat Walter Ewoldt (* 1874; † 1958), den „Förderer des Wanderwesens“ in Schleswig-Holstein. Der Weg ist heute zudem Teil des Fördesteigs. | Lage, Mürwik (PLZ 24944)                          |        |
| Exe                                               | Siehe Exe (Flensburg) | Lage, Friesischer Berg (PLZ 24937)                |        |

Fußnoten
1. ↑  Flensburg Mobil, Eckener Platz ( TSB ), abgerufen am: 6. März 2015
2. ↑  Karte von Flensburg Nord 1904 (Memento des Originals vom 29. Februar 2012 im Internet Archive)  Info: Der Archivlink wurde automatisch eingesetzt und noch nicht geprüft. Bitte prüfe Original- und Archivlink gemäß Anleitung und entferne dann diesen Hinweis., abgerufen am: 10. Mai 2015
3. ↑  Vgl. Flensburger Tageblatt: Darf ein Nazi-Arzt einer Straße den Namen geben?, vom: 25. Juli 2011, abgerufen am: 1. März 2015
4. ↑  Vgl. auch: Stadtarchiv Flensburg: Straßen und Plätze O, abgerufen am: 2. Juni 2015
5. ↑  Flensburger Tageblatt: Flensburger Köpfe: Eine Sängerin von Weltgeltung, vom: 11. Dezember 2009; abgerufen am: 7. April 2018
6. ↑  Flensburger Tageblatt: Stadtgeschichte: Einmalig: Flensburger Straßennamen, vom: 5. April 2018; abgerufen am: 5. April 2018
7. ↑  Dieter Pust: Flensburger Straßennamen. Gesellschaft für Flensburger Stadtgeschichte, Flensburg 2005, ISBN 3-925856-50-1, Artikel: Steinstraße.
8. ↑  Flensburger Tageblatt: Nur noch 17 freie Grundstücke, vom: 27. August 2010; abgerufen am: 7. April 2018
9. ↑  Gerret Liebing Schlaber: Vom Land zum Stadtteil. Flensburgs Stadtfeld und die eingemeindeten Dörfer in Bild und Wort ca. 1860–1930. Flensburg 2009. Seite 127
10. ↑  Dieter Pust: Flensburger Straßennamen. Gesellschaft für Flensburger Stadtgeschichte, Flensburg 2005, ISBN 3-925856-50-1, Artikel: Engelsbyer Weg
11. ↑  Lutz Wilde: Denkmaltopographie Bundesrepublik Deutschland, Kulturdenkmale in Schleswig-Holstein. Band 2, Flensburg, S. 67
12. ↑  Fruerlund, Stadtumbau in Flensburg, Ein Quartier erfindet sich neu (Memento des Originals vom 24. Juni 2016 im Internet Archive)  Info: Der Archivlink wurde automatisch eingesetzt und noch nicht geprüft. Bitte prüfe Original- und Archivlink gemäß Anleitung und entferne dann diesen Hinweis., Flensburg 2016, Seite 11